# Eick (Moers)

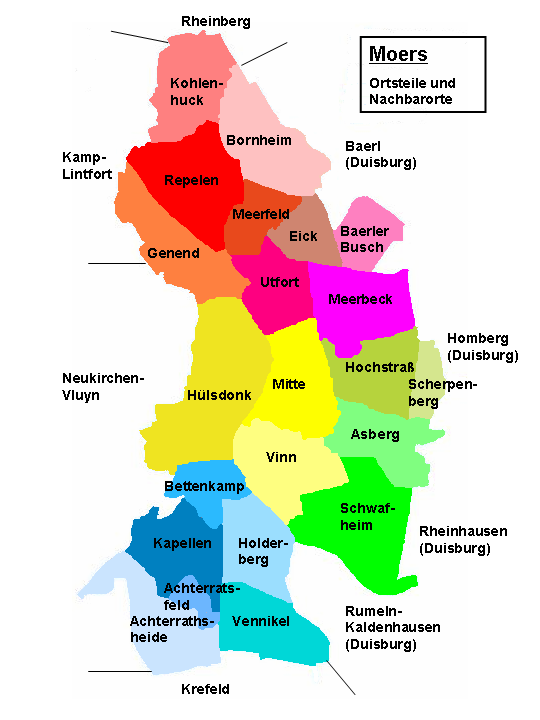
Wohnplätze von Moers; Eick liegt im nordöstlichen Bereich von Moers

Eick bzw. amtlich Rheinkamp-Eick ist ein Ortsteil (offiziell Wohnplatz) des statistischem Stadtteils Rheinkamp im Nordosten von Moers im Kreis Wesel in Nordrhein-Westfalen.

## Lage
Der Ortsteil grenzt im Norden an Bornheim, im Osten an den Duisburger Stadtteil Baerl sowie an den Wohnplatz Baerler Busch, im Süden an Meerbeck und Utfort, im Westen an Meerfeld. Die Landesstraße L 137 quert Eick in nord-südlicher Richtung und zerschneidet Eick in Eick-West und Eick-Ost.

## Geschichte
Der Ortsname ist abgeleitet vom Namen eines hiesigen Adelsgeschlechtes der Herren von Eyck, die seit der ersten Hälfte des 13. Jahrhunderts nachweisbar waren. Dieser Name wiederum lässt auf große Eichenwälder in der Umgebung schließen.
Ab der Eisenzeit gibt es umfangreiche Spuren einer zeitweiligen menschlichen Besiedlung im Gebiet von Eick. Für diese Zeitperiode wurde im nordöstlichen Bereich von Utfort bis in das Gebiet von Eick zwischen der Rheinberger Straße und vor dem Bahndamm, ein ausgedehntes Gräberfeld gefunden. Dieses Gräberfeld umfasst bisher neun Einzelgräber und stammt aus der frühen bis mittleren Eisenzeit. In den Gräbern – es handelt sich um Urnengräber – wurden Brandknochen und Reste der Urnengefäße einschließlich der zugehörigen Abdeckschalen und Scherben von Töpfen und Schüsseln gefunden.
Etwas nordwestlich von diesem Gräberfeld und weiterhin im Bereich von Rathausallee und Oderstraße wurden sowohl Siedlungsreste, ein römisches Einzelgrab, Gräber mit einer Tuffsteinkiste und drei Einhenkelkrüge wie auch vorfränkische Siedlungsreste mit keramischen Scherben, Reste von Amphoren, Eisenteile, Schlacke und Glasbruch aus der Römerzeit ausgegraben. Die dabei gefundenen Münzen deuten auf einen Zeitraum vom 1. bis 3. Jahrhundert n. Chr. hin.
Noch umfangreichere Reste wurden im Bereich der Oderstraße ausgegraben, die aus der Zeit der Merowinger im 5. bis 9. Jahrhundert stammten. Reste eines ersten Grabes wurden bereits 1932 auf einem Feld vorgefunden. Bei intensiven Grabungen von 1957 bis 1959 wurden weitere 163 Gräber freigelegt. Diese betrafen sowohl sieben Gräber in Kreisgräben, 52 Gräber mit Holzverschalungen wie auch 8 Gräber mit Baumsärgen und 23 Bohlengräber. Obwohl besonders die Gräber in den Kreisgräben, die von hochgestellten Persönlichkeiten gestammt haben dürften, geplündert worden waren, wurden noch viele Grabbeilagen vorgefunden. Diese umfassten unterschiedliche Keramikgefäße, Waffen wie Lanzen, Schwerter, Äxte und Messer wie auch Schmuck aus Bernstein und Glas sowie Fibeln. Diese Vielzahl der Gräber sind ein eindeutiger Hinweis auf eine nachrömische Besiedlung durch die Franken, deren genauer Siedlungsbereich jedoch nicht eindeutig ermittelt werden konnte, obwohl er in der Nähe der Grabanlagen gelegen haben müsste.
Vom Rittersitz oder Hof der bereits vorstehend angeführten Ritter von Eick, auch de Ech, Eyke, Ek oder Ei(c)k, die seit 1226 nachweisbar sind, ist eine Lokalisierung wie bei der Siedlung aus der Zeit der Merowinger ebenfalls bisher nicht möglich. Vermutlich war er in Richtung Repelen ausgerichtet. Im Lagerbuch des St.-Barbara-Klosters in Rheinberg wird 1321 der Deutschordensbruder „Georg von Eick“ als Mitglied der Familie der Herren von Eyck angeführt. In einer weiteren Veröffentlichung wird für das Jahr 1321 dieser Georg von Eick als Stifter der Kapelle von der Niederlassung des Deutschen Ordens in Rheinberg genannt.
Das Gebiet von Eick war bis zum Beginn des Kohlebergbaus im Bereich von Moers wenig besiedelt. Die Siedlungsinsel lag in einem großen Waldgebiet, das sich nordöstlich von Moers erstreckte. Nur wenige Bauernhöfe sind nachweisbar, die seit dem Mittelalter zum Kirchspiel von Repelen gehörten. In einer Zusammenstellung von 1836 bestand die Bauerschaft Eick in der Gemeinde Repelen 1834 aus nur sechs zum Teil größeren Bauernhöfen mit 95 Einwohnern, die alle Protestanten waren. Diese waren mit den Protestanten in Bornheim und Utfort inzwischen dem Kirchspiel Moers angeschlossen. Die wenigen Katholiken, welche in diesem Bereich lebten, gehörten bis zum Bau der Kirche St. Barbara in Eick-West im 20. Jahrhundert zur kath. Gemeinde in Rheinberg. An der geringen Besiedlung von Eick hatte sich auch bis 1901 nichts geändert. Die Anzahl der Bauernhöfe war auf nur neun angestiegen, jedoch hatten sich nun zusätzlich einige erste Handwerker angesiedelt.